# Hire Benakal

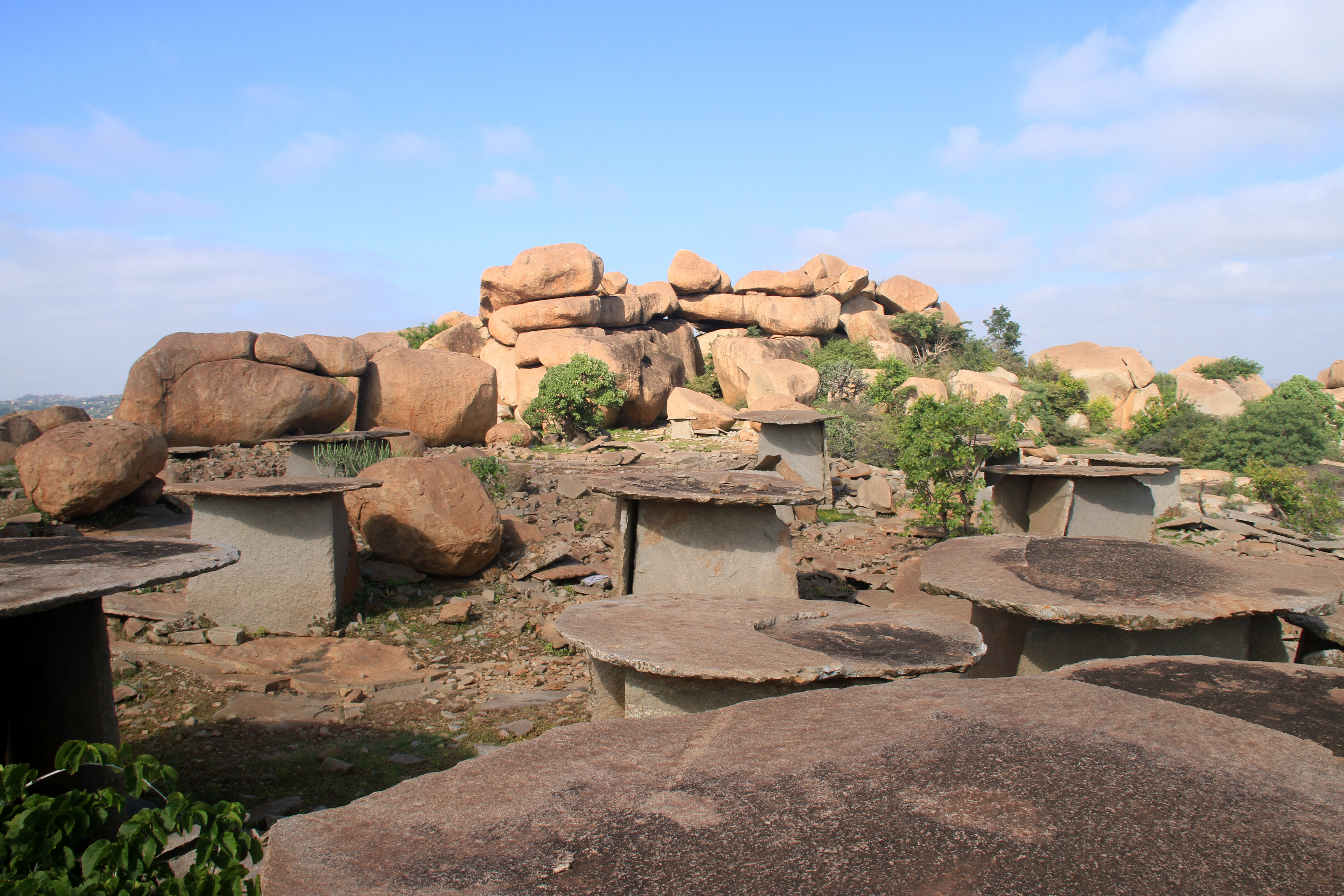
Blick über Hire Benakal

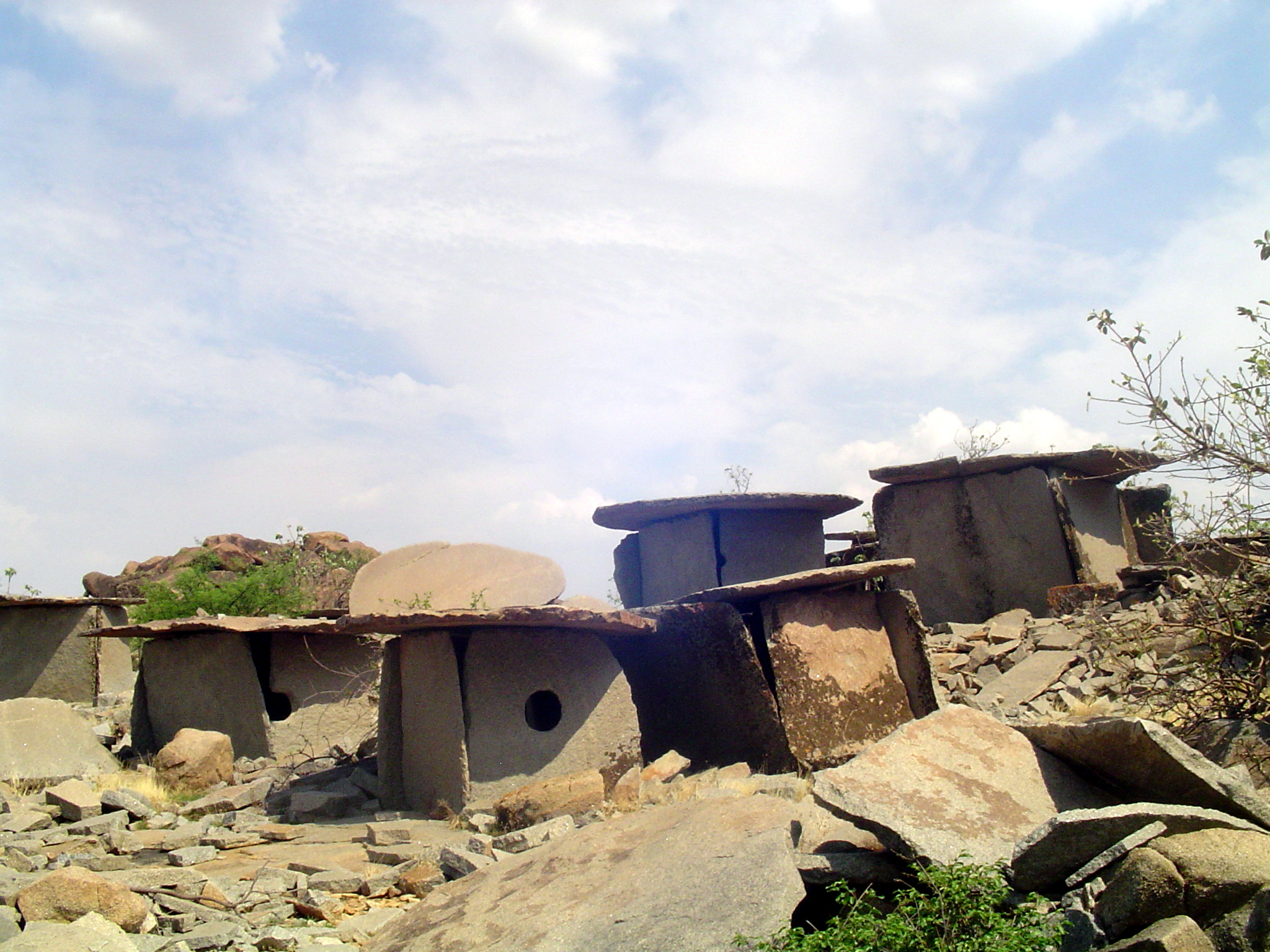
Steinbauten mit „Seelenloch“

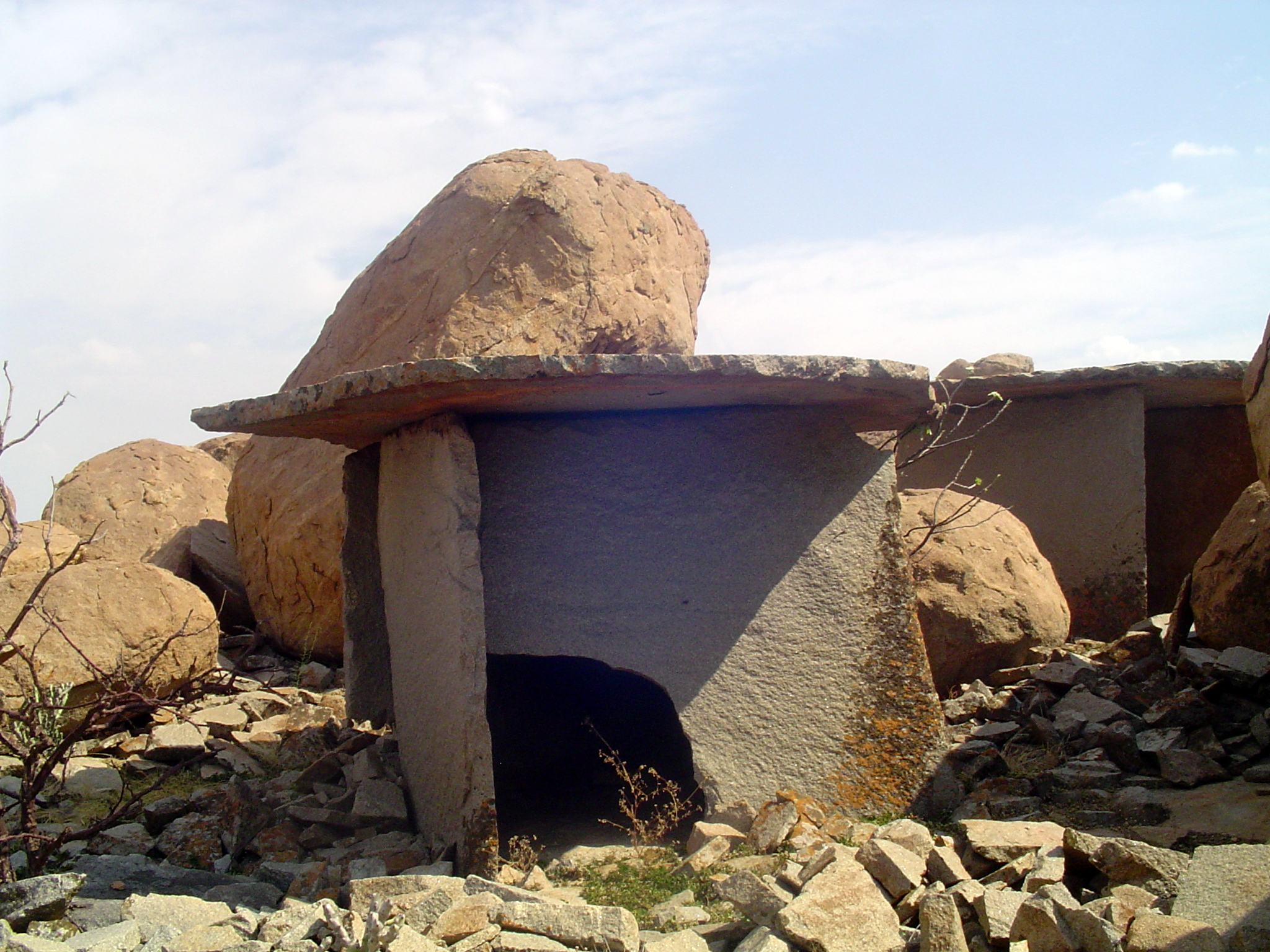
Steinbauten

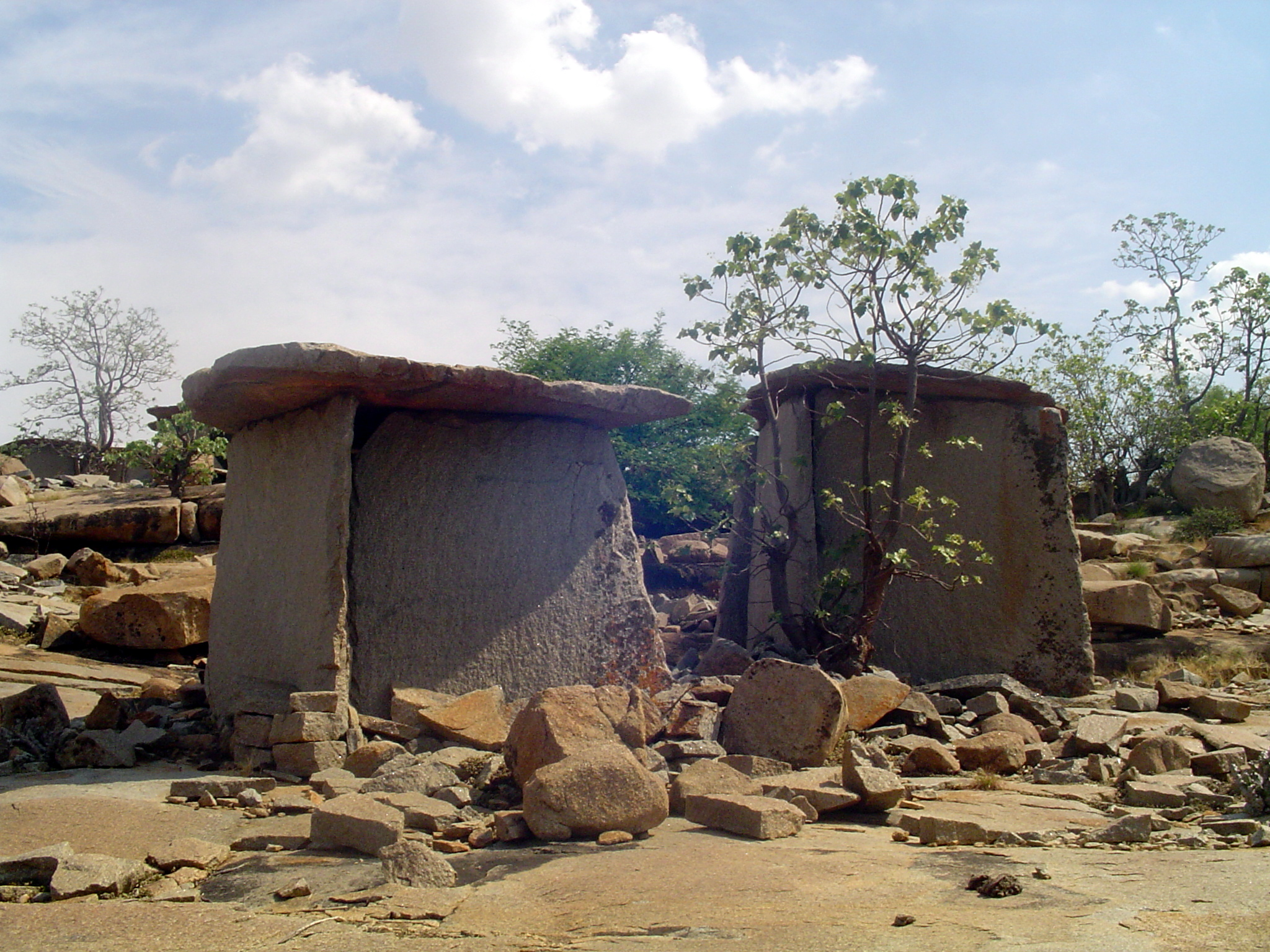
Steinbauten

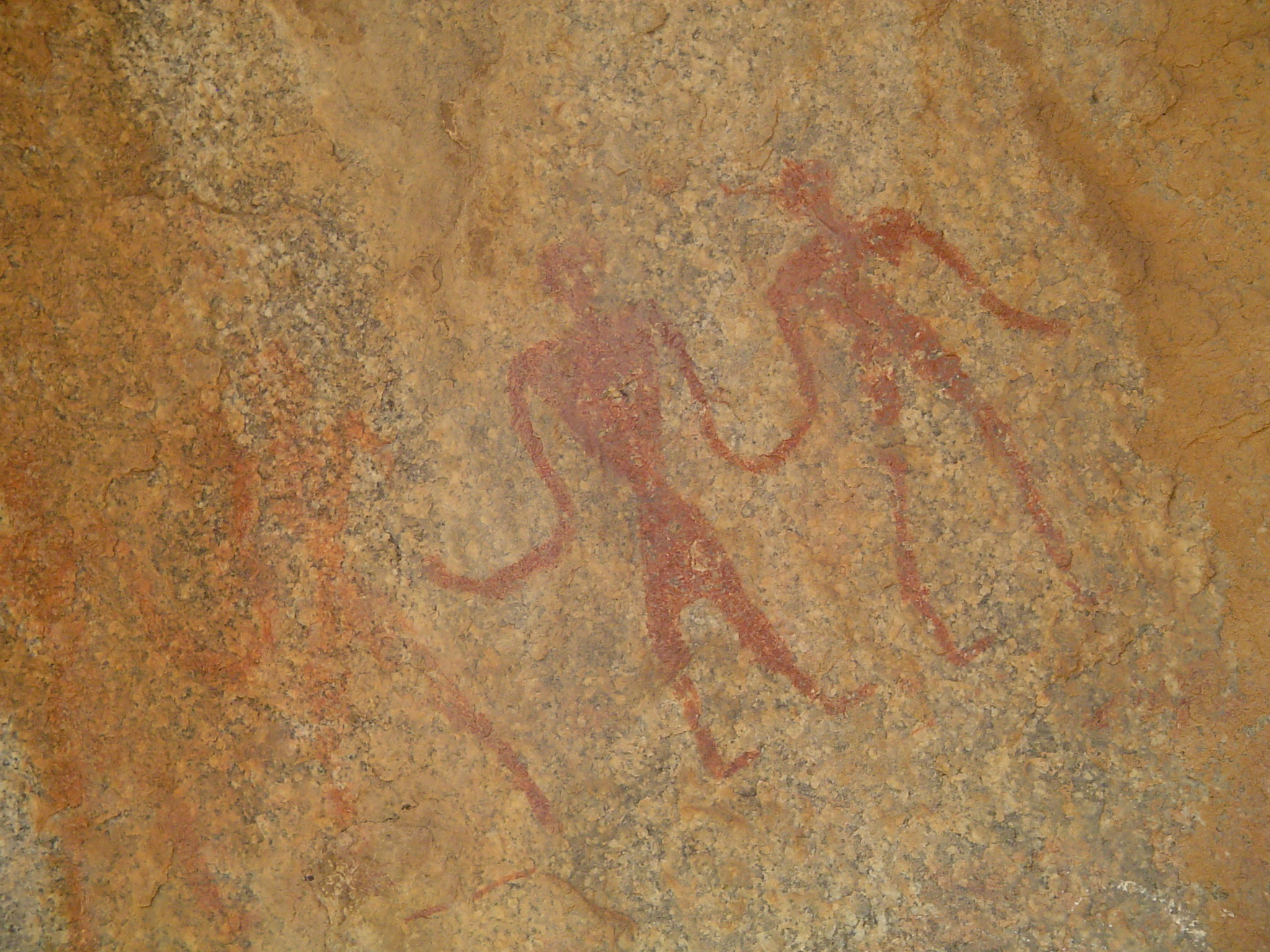
Felsmalereien

Hire Benakal (oder Hire Benkal, Kannada: ಹಿರೇಬೆಣಕಲ್) ist ein Dorf, das der nahegelegenen prähistorischen archäologischen Stätte Moryar Gudda (gudda = „Hügel“) im Distrikt Koppal im Norden des indischen Bundesstaats Karnataka seinen Namen gegeben hat. Es ist die größte von mehreren Anlagen dieser Art in ganz Indien (siehe z. B. Badami); sie wurde im Jahr 2021 von der UNESCO auf die Tentativliste des indischen Weltkulturerbes gesetzt.

## Lage
Hire Benakal ist eine ca. 550 m hoch gelegene und von Steinen und Steinplatten übersäte Felskuppe etwa 10 km (Luftlinie) bzw. 37 km (Fahrtstrecke) westlich der Großstadt Gangavati bzw. nördlich von Hosapete bzw. Hampi.

## Geschichte
Die Archäologen datieren die Stätte wegen weniger kleiner Eisenfunde in die Eisenzeit (ca. 800–200 v. Chr.); später wurde sie aufgegeben und erst im Jahr 1835 durch den englischen Schriftsteller und Autodidakten Philip Meadows Taylor (1808–1876) wiederentdeckt und in einem Artikel des Journal of the Royal Asiatic Society beschrieben. In den Jahren 1944 bis 1948 erfolgten auf Anweisung des Archaeological Survey of India unter der Leitung von Mortimer Wheeler nähere Untersuchungen.

## Archäologische Stätte
Die an einem zeitweise austrocknenden Bach und in der Nähe eines kleinen natürlichen Tümpels gelegene archäologische Stätte besteht aus ca. 400 – meist zerstörten – Steinbauten, über deren Zweck Unklarheit besteht. Sie werden gemeinhin als „Dolmen“ bezeichnet, obwohl sie sich durch die Art der Steinbearbeitung (ca. 5 bis 7 cm dicke Platten) und ihre Höhe (ca. 1,50 bis 1,90 m) deutlich von den meisten europäischen und kaukasischen Bauten dieser Art unterscheiden. Einige Platten verfügen über eine Art „Seelenloch“, bei anderen ist eine Ecke ausgeschnitten oder es ist ein normaler Eingang vorhanden. Die Deckenplatte der ca. 3–4 m² großen Räume ist meist monolithisch; ein gedeckter Zugang oder Hinweise auf eine ehemals vorhandene Stein- oder Erdabdeckung in Form eines Tumulus fehlen völlig.

## Interpretation
Bei den Ausgrabungen bzw. Untersuchungen durch die Archäologen wurden weder Knochenfunde noch eindeutig als Grabbeigaben zu bezeichnende Dinge entdeckt. Die Nähe eines Baches wäre für eine Deutung der Bauten als Grabstätten eher ungewöhnlich; gleiches gilt für ihre Höhe und die manchmal vorhandene Bodenplatte. Bei den als „Seelenlöcher“ gedeuteten Öffnungen in den Steinplatten könnte es sich auch um Zugänge handeln, die wilden oder freilaufenden Tieren den Zutritt versperrten oder zumindest erschwerten. Insgesamt könnte die Stätte somit auch als Rückzugsort einer Gemeinschaft von besitz- und anspruchslosen Asketen oder Sadhus gedeutet werden, was angesichts der in Indien schon lange praktizierten Leichenverbrennung auch wahrscheinlicher wäre.

## Felsmalereien
In der Umgebung der archäologischen Stätte finden sich mehrere Felsmalereien mit Darstellungen von Tieren und Menschen. Ob sie von denselben Menschen geschaffen wurden, die auch die Steinhütten erbauten, ist unklar.